# ATP Finals
La Copa Masters de Tennis masculina, coneguda oficialment com a Nitto ATP Finals, és el torneig de tennis professional masculí que es disputa anualment al final de cada temporada, amb la participació dels vuit millors jugadors individuals i les vuit millors parelles del rànquing mundial de l'ATP. Actualment, se celebra al novembre al Pala Alpitour de Torí, Itàlia.
A diferència dels altres torneigs disputats al llarg de l'any, el Masters no és un torneig d'eliminació directa. Els vuit participants es divideixen en dos grups de quatre jugadors, enfrontant-se aquests entre ells mitjançant el sistema Round Robin. Els dos millors jugadors de cada grup passen a semifinals enfrontant-se el primer d'un amb el segon de l'altre i a l'inrevés. Els dos vencedors de les semifinals es juguen el títol en un partit final.

## Història
Aquest torneig és la quarta evolució d'un campionat que es començà a disputar el 1970. En aquell moment s'anomenà The Masters Grand Prix i era organitzat per la Federació Internacional de Tennis (ITF). El torneig es realitzava en finalitzar l'any, però no atorgava punts per al rànquing mundial.
El 1990, l'Associació de Tennistes Professionals (ATP) va crear el Tour ATP, i va reconvertir el Masters en l'ATP Tou World Championship. A partir d'aquest moment ja es començà a atorgar punts per al rànquing mundial, i el jugador que resultava invicte del certamen sumava tants punts com qualsevol altre torneig dels Grand Slam. La ITF, però, que continuava amb l'organització dels torneigs del Grand Slam va crear, per competir amb aquest nou campionat, la Copa Grand Slam, en la qual competien els setzens millors tenistes dels tornejos del Grand Slam disputats aquell any.
El desembre de 1999, l'ATP i la ITF van acordar organitzar un únic torneig anomenat Tennis Masters Cup. Es va establir que competissin els vuit millors jugadors de l'any, amb la particularitat que els guanyadors dels quatre torneigs del Grand Slam tenien la presència assegurada a la Copa Masters. L'any 2009 va canviar de nom per ATP World Tour Finals amb el patrocini de Barclays, i el 2017 a l'actual ATP Finals amb el patrocini de Nitto Denko Corporation.
Actualment, es disputen els dos torneigs de categoria masculina, individuals i dobles, en la mateixa setmana, tot i que anteriorment els dobles es disputaven la setmana següent als individuals.
El tenista serbi Novak Đoković té el rècord amb set títols individuals.

## Seus
| Ciutat    | Anys      | Recinte                      | Superfície  |
| --------- | --------- | ---------------------------- | ----------- |
| Tòquio    | 1970      | Tokyo Metropolitan Gymnasium | Moqueta (i) |
| París     | 1971      | Stade Pierre de Coubertin    | Moqueta (i) |
| Barcelona | 1972      | Palau Blaugrana              | Dura (i)    |
| Boston    | 1973      | Boston Garden                | Moqueta (i) |
| Melbourne | 1974      | Kooyong Stadium              | Gespa       |
| Estocolm  | 1975      | Kungliga tennishallen        | Moqueta (i) |
| Houston   | 1976      | The Summit                   | Moqueta (i) |
| Nova York | 1977−1989 | Madison Square Garden        | Moqueta (i) |
| Frankfurt | 1990−1995 | Festhalle Frankfurt          | Moqueta (i) |
| Hannover  | 1996      | Hanover fairground           | Moqueta (i) |
| Hannover  | 1997−1999 | Hanover fairground           | Dura (i)    |
| Lisboa    | 2000      | Pavilhão Atlântico           | Dura (i)    |
| Sydney    | 2001      | Acer Arena                   | Dura (i)    |
| Xangai    | 2002      | SNIEC                        | Dura (i)    |
| Houston   | 2003−2004 | Westside Tennis Club         | Dura        |
| Xangai    | 2005      | Qizhong City Arena           | Moqueta (i) |
| Xangai    | 2006−2008 | Qizhong City Arena           | Dura (i)    |
| Londres   | 2009−2020 | The O2 Arena                 | Dura (i)    |
| Torí      | 2021−2025 | Pala Alpitour                | Dura (i)    |

## Palmarès

### Individual masculí
| Localització                 | Any  | Campió               | Finalista             | Resultat                |
| ---------------------------- | ---- | -------------------- | --------------------- | ----------------------- |
| ATP Finals                   |      |                      |                       |                         |
| Torí                         | 2024 | Jannik Sinner        | Taylor Fritz          | 6−4, 6−4                |
| Torí                         | 2023 | Novak Đoković (7)    | Jannik Sinner         | 6−3, 6−3                |
| Torí                         | 2022 | Novak Đoković        | Casper Ruud           | 7−5, 6−3                |
| Torí                         | 2021 | Alexander Zverev (2) | Daniïl Medvédev       | 6−4, 6−4                |
| Londres                      | 2020 | Daniïl Medvédev      | Dominic Thiem         | 4−6, 7−6(2), 6−4        |
| Londres                      | 2019 | Stéfanos Tsitsipàs   | Dominic Thiem         | 6−7(6), 6−2, 7−6(4)     |
| Londres                      | 2018 | Alexander Zverev     | Novak Đoković         | 6−4, 6−3                |
| Londres                      | 2017 | Grígor Dimitrov      | David Goffin          | 7−5, 4−6, 6−3           |
| ATP World Tour Finals        |      |                      |                       |                         |
| Londres                      | 2016 | Andy Murray          | Novak Đoković         | 6−3, 6−4                |
| Londres                      | 2015 | Novak Đoković        | Roger Federer         | 6−3, 6−4                |
| Londres                      | 2014 | Novak Đoković        | Roger Federer         | Renúncia                |
| Londres                      | 2013 | Novak Đoković        | Rafael Nadal          | 6−3, 6−4                |
| Londres                      | 2012 | Novak Đoković        | Roger Federer         | 7−6(6), 7−5             |
| Londres                      | 2011 | Roger Federer (6)    | Jo-Wilfried Tsonga    | 6−3, 6−7(6), 6−3        |
| Londres                      | 2010 | Roger Federer        | Rafael Nadal          | 6−3, 3−6, 6−1           |
| Londres                      | 2009 | Nikolai Davidenko    | Juan Martín del Potro | 6−3, 6−4                |
| Tennis Masters Cup           |      |                      |                       |                         |
| Xangai                       | 2008 | Novak Đoković        | Nikolai Davidenko     | 6–1, 7–5                |
| Xangai                       | 2007 | Roger Federer        | David Ferrer          | 6−2, 6−3, 6−2           |
| Xangai                       | 2006 | Roger Federer        | James Blake           | 6−0, 6−3, 6−4           |
| Xangai                       | 2005 | David Nalbandian     | Roger Federer         | 6−7, 6−7, 6−2, 6−1, 7−6 |
| Houston                      | 2004 | Roger Federer        | Lleyton Hewitt        | 6−3, 6−2                |
| Houston                      | 2003 | Roger Federer        | Andre Agassi          | 6−3, 6−0, 6−4           |
| Xangai                       | 2002 | Lleyton Hewitt (2)   | Juan Carlos Ferrero   | 7−5, 7−5, 2−6, 2−6, 6−4 |
| Sydney                       | 2001 | Lleyton Hewitt       | Sebastien Grosjean    | 6−3, 6−3, 6−4           |
| Lisboa                       | 2000 | Gustavo Kuerten      | Andre Agassi          | 6−4, 6−4, 6−4           |
| ATP Tour World Championships |      |                      |                       |                         |
| Hannover                     | 1999 | Pete Sampras (5)     | Andre Agassi          | 6−1, 7−5, 6−4           |
| Hannover                     | 1998 | Àlex Corretja        | Carles Moyà           | 3−6, 3−6, 7−5, 6−3, 7−5 |
| Hannover                     | 1997 | Pete Sampras         | Ievgueni Kàfelnikov   | 6−3, 6−2, 6−2           |
| Hannover                     | 1996 | Pete Sampras         | Boris Becker          | 3−6, 7−6, 7−6, 6−7, 6−4 |
| Frankfurt                    | 1995 | Boris Becker (3)     | Michael Chang         | 7−6, 6−0, 7−6           |
| Frankfurt                    | 1994 | Pete Sampras         | Boris Becker          | 4−6, 6−3, 7−5, 6−4      |
| Frankfurt                    | 1993 | Michael Stich        | Pete Sampras          | 7−6, 2−6, 7−6, 6−2      |
| Frankfurt                    | 1992 | Boris Becker         | Jim Courier           | 6−4, 6−3, 7−5           |
| Frankfurt                    | 1991 | Pete Sampras         | Jim Courier           | 3−6, 7−6, 6−3, 6−4      |
| Frankfurt                    | 1990 | Andre Agassi         | Stefan Edberg         | 5−7, 7−6, 7−5, 6−2      |
| The Masters                  |      |                      |                       |                         |
| Nova York                    | 1989 | Stefan Edberg        | Boris Becker          | 4−6, 7−6, 6−3, 6−1      |
| Nova York                    | 1988 | Boris Becker         | Ivan Lendl            | 5−7, 7−6, 3−6, 6−2, 7−6 |
| Nova York                    | 1987 | Ivan Lendl (5)       | Mats Wilander         | 6−2, 6−2, 6−3           |
| Nova York                    | 1986 | Ivan Lendl           | Boris Becker          | 6−4, 6−4, 6−4           |
| Nova York                    | 1985 | Ivan Lendl           | Boris Becker          | 6−2, 7−6, 6−3           |
| Nova York                    | 1984 | John McEnroe (3)     | Ivan Lendl            | 7−5, 6−0, 6−4           |
| Nova York                    | 1983 | John McEnroe         | Ivan Lendl            | 6−3, 6−4, 6−4           |
| Nova York                    | 1982 | Ivan Lendl           | John McEnroe          | 6−4, 6−4, 6−2           |
| Nova York                    | 1981 | Ivan Lendl           | Vitas Gerulaitis      | 6−7, 2−6, 7−6, 6−2, 6−4 |
| Nova York                    | 1980 | Björn Borg (2)       | Ivan Lendl            | 6−4, 6−2, 6−2           |
| Nova York                    | 1979 | Björn Borg           | Vitas Gerulaitis      | 6−2, 6−2                |
| Nova York                    | 1978 | John McEnroe         | Arthur Ashe           | 6−7, 6−3, 7−5           |
| Nova York                    | 1977 | Jimmy Connors        | Björn Borg            | 6−4, 1−6, 6−4           |
| Houston                      | 1976 | Manuel Orantes       | Wojtek Fibak          | 5−7, 6−2, 0−6, 7−6, 6−1 |
| Estocolm                     | 1975 | Ilie Nastase (4)     | Björn Borg            | 6−2, 6−2, 6−1           |
| Melbourne                    | 1974 | Guillermo Vilas      | Ilie Nastase          | 7−6, 6−2, 3−6, 6−4      |
| Boston                       | 1973 | Ilie Nastase         | Tom Okker             | 6−3, 7−5, 4−6, 6−3      |
| Barcelona                    | 1972 | Ilie Nastase         | Stan Smith            | 6−3, 6−2, 3−6, 2−6, 6−3 |
| París                        | 1971 | Ilie Nastase         | Stan Smith            | 5−7, 7−6, 6−3           |
| Tòquio                       | 1970 | Stan Smith           | Rod Laver             | 4−6, 6−3, 6−4           |

### Dobles masculins
| Any                             | Campions                                | Finalistes                           | Resultat                |
| ------------------------------- | --------------------------------------- | ------------------------------------ | ----------------------- |
| ATP Finals                      |                                         |                                      |                         |
| 2024                            | Kevin Krawietz Tim Pütz                 | Marcelo Arévalo Mate Pavić           | 7−6(5), 7−6(6)          |
| 2023                            | Rajeev Ram Joe Salisbury (2)            | Marcel Granollers Horacio Zeballos   | 6−3, 6−4                |
| 2022                            | Rajeev Ram Joe Salisbury                | Nikola Mektić Mate Pavić             | 7−6(4), 6−4             |
| 2021                            | Pierre-Hugues Herbert Nicolas Mahut (2) | Rajeev Ram Joe Salisbury             | 6−4, 7−6(0)             |
| 2020                            | Wesley Koolhof Nikola Mektić            | Jürgen Melzer Édouard Roger-Vasselin | 6−2, 3−6, [10−5]        |
| 2019                            | Pierre-Hugues Herbert Nicolas Mahut     | Raven Klaasen Michael Venus          | 6−3, 6−4                |
| 2018                            | Mike Bryan Jack Sock                    | Pierre-Hugues Herbert Nicolas Mahut  | 5−7, 6−1, [13−11]       |
| 2017                            | Henri Kontinen John Peers (2)           | Łukasz Kubot Marcelo Melo            | 6−4, 6−2                |
| ATP World Tour Finals           |                                         |                                      |                         |
| 2016                            | Henri Kontinen John Peers               | Raven Klaasen Rajeev Ram             | 2−6, 6−1, [10−8]        |
| 2015                            | Jean-Julien Rojer Horia Tecău           | Rohan Bopanna Florin Mergea          | 6−4, 6−3                |
| 2014                            | Bob Bryan Mike Bryan (4)                | Ivan Dodig Marcelo Melo              | 6−7(5), 6−2, [10−7]     |
| 2013                            | David Marrero Fernando Verdasco         | Bob Bryan Mike Bryan                 | 7−5, 6−7(3), [10−7]     |
| 2012                            | Marcel Granollers Marc López            | Mahesh Bhupathi Rohan Bopanna        | 7−5, 3−6, [10−3]        |
| 2011                            | Max Mirnyi Daniel Nestor                | Mariusz Fyrstenberg Marcin Matkowski | 7−5, 6−3                |
| 2010                            | Daniel Nestor Nenad Zimonjić (2)        | Mahesh Bhupathi Max Mirnyi           | 7−6(6), 6−4             |
| 2009                            | Bob Bryan Mike Bryan                    | Max Mirnyi Andy Ram                  | 7−6(5), 6−3             |
| Tennis Masters Cup              |                                         |                                      |                         |
| 2008                            | Daniel Nestor Nenad Zimonjić            | Bob Bryan Mike Bryan                 | 7−6, 6−2                |
| 2007                            | Mark Knowles Daniel Nestor              | Simon Aspelin Julian Knowle          | 6−2, 6−3                |
| 2006                            | Jonas Björkman Max Mirnyi               | Mark Knowles Daniel Nestor           | 6−2, 6−4                |
| 2005                            | Michael Llodra Fabrice Santoro          | Leander Paes Nenad Zimonjić          | 6−7, 6−3, 7−6           |
| 2004                            | Bob Bryan Mike Bryan                    | Wayne Black Kevin Ullyett            | 4−6, 7−5, 6−4, 6−2      |
| 2003                            | Bob Bryan Mike Bryan                    | Michael Llodra Fabrice Santoro       | 6−7, 6−3, 3−6, 7−6, 6−4 |
| 2002                            | No celebrat                             | No celebrat                          | No celebrat             |
| ATP World Doubles Challenge Cup |                                         |                                      |                         |
| 2001                            | Ellis Ferreira Rick Leach               | Petr Pala Pavel Vizner               | 6−7, 7−6, 6−4, 6−4      |
| ATP Tour World Championships    |                                         |                                      |                         |
| 2000                            | Donald Johnson Piet Norval              | Mahesh Bhupathi Leander Paes         | 7−6, 6−3, 6−4           |
| 1999                            | Sebastien Lareau Alex O'Brien           | Mahesh Bhupathi Leander Paes         | 6−3, 6−2, 6−2           |
| 1998                            | Jacco Eltingh Paul Haarhuis (2)         | Mark Knowles Daniel Nestor           | 6−4, 6−2, 7−5           |
| 1997                            | Rick Leach Jonathan Stark               | Mahesh Bhupathi Leander Paes         | 6−3, 6−4, 7−6           |
| 1996                            | Todd Woodbridge Mark Woodforde (2)      | Sebastien Lareau Alex O'Brien        | 6−4, 5−7, 6−2, 7−6      |
| 1995                            | Grant Connell Patrick Galbraith         | Jacco Eltingh Paul Haarhuis          | 7−6, 7−6, 3−6, 7−6      |
| 1994                            | Jan Apell Jonas Bjorkman                | Todd Woodbridge Mark Woodforde       | 6−4, 4−6, 4−6, 7−6, 7−6 |
| 1993                            | Jacco Eltingh Paul Haarhuis             | Todd Woodbridge Mark Woodforde       | 7−6, 7−6, 6−4           |
| 1992                            | Todd Woodbridge Mark Woodforde          | John Fitzgerald Anders Jarryd        | 6−2, 7−6, 5−7, 3−6, 6−3 |
| 1991                            | John Fitzgerald Anders Jarryd           | Ken Flach Robert Seguso              | 6−4, 6−4, 2−6, 6−4      |
| 1990                            | Guy Forget Jakob Hlasek                 | Sergio Casal Emilio Sánchez Vicario  | 6−4, 7−6, 5−7, 6−4      |
| The Masters                     |                                         |                                      |                         |
| 1989                            | Jim Grabb Patrick McEnroe               | John Fitzgerald Anders Jarryd        | 7−5, 7−6, 5−7, 6−3      |
| 1988                            | Rick Leach Jim Pugh                     | Sergio Casal Emilio Sánchez Vicario  | 6−4, 6−3, 2−6, 6−0      |
| 1987                            | Miloslav Mecír Tomas Smid               | Ken Flach Robert Seguso              | 6−4, 7−5, 6−7, 6−3      |
| 1986                            | Stefan Edberg Anders Jarryd (2)         | Guy Forget Yannick Noah              | 6−3, 7−6, 6−3           |
| 1985                            | Stefan Edberg Anders Jarryd             | Joakim Nystrom Mats Wilander         | 6−1, 7−6                |
| 1984                            | Peter Fleming John McEnroe (7)          | Mark Edmondson Sherwood Stewart      | 6−3, 6−1                |
| 1983                            | Peter Fleming John McEnroe              | Pavel Slozil Tomas Smid              | 6−2, 6−2                |
| 1982                            | Peter Fleming John McEnroe              | Sherwood Stewart Ferdi Taygan        | 6−2, 6−2                |
| 1981                            | Peter Fleming John McEnroe              | Kevin Curren Steve Denton            | 6−3, 6−3                |
| 1980                            | Peter Fleming John McEnroe              | Peter McNamara Paul McNamee          | 6−4, 6−3                |
| 1979                            | Peter Fleming John McEnroe              | Wojtek Fibak Tom Okker               | 6−3, 7−6, 6−1           |
| 1978                            | Peter Fleming John McEnroe              | Wojtek Fibak Tom Okker               | 6−4, 6−2, 6−4           |
| 1977                            | Bob Hewitt Frew McMillan                | Robert Lutz Stan Smith               | 7−5, 7−6, 6−3           |
| 1976                            | Bob McNair Sherwood Stewart             | Brian Gottfried Raúl Ramirez         | 6−4, 5−7, 5−7, 6−4, 6−4 |
| 1975                            | Juan Gisbert Manuel Orantes             | Round Robin                          | Round Robin             |
| 1974                            | No celebrat                             | No celebrat                          | No celebrat             |
| 1973                            | No celebrat                             | No celebrat                          | No celebrat             |
| 1972                            | No celebrat                             | No celebrat                          | No celebrat             |
| 1971                            | No celebrat                             | No celebrat                          | No celebrat             |
| 1970                            | Stan Smith Arthur Ashe                  | Round Robin                          | Round Robin             |